# Andrej Mordvičev
Andrej Nikolajevič Mordvičev (rusky Андрей Николаевич Мордвичев; * 14. ledna 1976 Pavlodar) je ruský generálplukovník, který je od roku 2023 velitelem Středního vojenského okruhu ozbrojených sil Ruské federace.  

## Život
V roce 1997 absolvoval Vyšší vojenskou velitelskou školu v Novosibirsku a v roce 2006 absolvoval Vševojskovou akademii v Moskvě. V roce 2010 byl v hodnosti podplukovníka zástupcem velitele 5. samostatné gardové motostřelecké brigády a v letech 2011–2012 velel 4. samostatné gardové tankové brigádě.
V letech 2012–2014 velel 28. samostatné motostřelecké brigádě a v roce 2013 byl povýšen do hodnosti generálmajora. Po vstupu do Vojenské akademie generálního štábu byl v roce 2016 jmenován zástupcem velitele 68. armádního sboru. V roce 2017 byl jmenován prvním zástupcem velitele 41. vševojskové armády Středního vojenského okruhu.
V roce 2019 byl jmenován prvním zástupcem velitele 8. vševojskové armády Jižního vojenského okruhu a v roce 2021 byl jmenován jejím velitelem.

## Ruská invaze na Ukrajinu
Po zahájení ruské invaze na Ukrajinu v roce 2022 vedl Mordvičev 8. vševojskovou armádu, která podle ukrajinských zdrojů obsadila jižní a východní oblasti kolem Doněcka. Mordvičev také velel ruským silám během bitvy o Mariupol.
Ukrajinské zdroje 16. března nepravdivě uvedly, že během ukrajinského úderu na Čornobajivské letiště v Chersonské oblasti, byl Mordvičev zabit. Dne 28. března ruská televize odvysílala snímky, které ukazovaly setkání Ramzana Kadyrova s Mordvičevem v okupovaném Mariupolu.
Dne 7. září byl Mordvičev prezidentským dekretem povýšen do hodnosti generálplukovníka.
Koncem roku 2022 byl Mordvičev údajně jmenován velitelem invazní skupiny vojsk „Střed“. Dne 17. února 2023 byl jmenován velitelem Středního vojenského okruhu.
Mordvičev v červenci roku 2023 poskytl státní ruské televizi RT rozhovor, ve kterém uvedl, že ruskou invazi na Ukrajinu považuje za pouhý „odrazový můstek“ k dalšímu konfliktu ve východní Evropě.
Ruský prezident Vladimir Putin připsal zásluhy za dobytí Avdijivky 17. února 2024 vojenským jednotkám pod velením Andreje Mordvičeva.

## Vyznamenání

### Ruská vyznamenání
- Medaile Suvorova
- Řád za vojenské zásluhy
- Řád Alexandra Něvského
- Řád Žukova
- Medaile Řádu za zásluhy o vlast II. třídy